# بات مارتن
بات مارتن هو نقابي وسياسي كندي، ولد في 13 ديسمبر 1955 في وينيبيغ في كندا. حزبياً، نشط في الحزب الديمقراطي الجديد. وقد انتخب عضو مجلس العموم الكندي.